# João da Silva Ramos
João da Silva Ramos Júnior (São José, 28 de março de 1853 — , 28 de março de 1925) foi um político brasileiro.
Foi deputado à Assembleia Legislativa Provincial de Santa Catarina na 23ª legislatura (1880 — 1881) e na 24ª legislatura (1882 — 1883).
Assumiu a prefeitura de Florianópolis diversas vezes, entre 1913 e 1918.